# Kožeňák
Kožeňák je hovorové označení člověka, obvykle homosexuálního muže, se sexuálním fetišem na kožené oblečení.

## Vznik kožeňáků
Kožená kultura vznikla ve 40. letech 20. století ve Spojených státech, jako vzdor k mainstreamu poválečné Ameriky. Vyvinula se z kultury motorkářů, kteří byli vnímání jako mužní a nezávislí, čímž přilákala gaye nespokojené se stereotypním vnímáním gayů jako zženštilých. Zpopularizováním se kultura vzdálila od původního zájmu o motorky, vznik nový životní styl zaměřený na mužnost a dominanci a přilákala také příznivce BDSM a jiné fetišisty.

### Pravidla kožeňáků
Původní kožeňáci byli vojáci, kteří se vrátili z druhé světové války. Proto byla mezi kožeňáky zavedena pravidla založená na vojenském řádu, kterými se museli řídit, pokud chtěli být přijati a stoupat v hierarchii kožeňáků, tj. od „kluka“ až po „Pána“.
Postupným navázáním s BDSM kulturou vznikl rozpor, kdy kožeňáci nechtěli stoupat v hierarchii, ale rovnou začínali na pozici pro ně nejpohodlnější, tedy jako submisivní „kluk“ nebo dominantní „Pán“. Pravidla proto byla postupně upravena a zaměřovala se spíše na správné chování submisivů vůči dominantům a naopak.
S dalším vývojem a poznáváním, že každý kožeňák nemá zálibu v BDSM, byla pravidla úplně zrušena a dnes jsou dodržována jen v několika málo kožeňáckých klubech.

### Kožeňáci v Česku
Kvůli tlakům v komunistickém Československu se fetišismus na kožené oblečení dostal do naší země až v 90. letech 20. století, a to především jako individuální záliba. Koženáci se scházeli pouze v menších skupinách a nebyli nikdy ve větší míře organizováni, ani nebyly pokusy o zavedení pravidel známých ze Spojených států. V 2. desetiletí 21. století se objevují první snahy o organizování kožeňáků v občanském sdružení Leathers.CZ..
V roce 2011 byla prvně česká kožená scéna veřejně vnímána, když se občanské sdružení Leathers.CZ zúčastnilo akce Prague Pride 2011. Sdružení uspořádalo akci Leather Zone, neboli „kožená zóna“, kde předváděla základy technik BDSM a seznamovala návštěvníky se svým fetišem. Tato akce byla uváděna odpůrci Prague Pride jako příklad nežádoucích akcích, které by neměly být záštitou primátora hlavního města Prahy podporována.

## Oblékání
Typický kožeňák chodí oblečen v kalhotách, motorkářské bundě a vysokých botách, vše vyrobené z černé usně. Obvyklé jsou i kožené čepice, vesty či krátké kalhoty. U některých kožeňáků můžeme ovšem vidět veškeré oblečení vyrobené z kůže, tedy i košile, trika, spodní prádlo, nízké boty a tak dále. Méně časté jsou výrobky z hnědé, bílé či jinak barvené usně.
Kvůli návaznosti na BDSM jsou velmi časté také různé kožené náramky, postroje a v případě submisivů také kožené obojky a pouta.
Kožeňáci v České republice jen zřídka chodí v koženém oblečení denně. Obvykle si berou kožené oblečení pouze na akce s tématem kožeňáků, BDSM nebo jiným blízkým.